# Sluneční hmotnost
Sluneční hmotnost ({\displaystyle M_{\odot }}) je v astronomii základní jednotkou pro vyjádření hmotností hvězd a jejich systémů (galaxií, hvězdokup, planetárních mlhovin, apod.). Je to hmotnost látek, z níž se skládá Slunce:
{\displaystyle M_{\odot }=1,9891\times 10^{30}{\hbox{ kg}}}
Hmotnost Slunce je přibližně 333 000 hmotností Země. Hmotnost hvězd se pohybuje od 0,05 {\displaystyle M_{\odot }} (hnědí trpaslíci) až do 150 {\displaystyle M_{\odot }} (veleobři). Hmotnost centrální části naší Galaxie je přibližně 200 miliard {\displaystyle M_{\odot }}, hmotnost celé galaxie včetně koróny je 3–6 biliónů {\displaystyle M_{\odot }}.

## Určení hmotnosti
Přibližná hmotnost Slunce se dá stanovit za pomoci kinematických parametrů obíhajících planet, například Země. Známe totiž dobu, za kterou Země oběhne kolem Slunce, a také střední vzdálenost od Slunce. Z fyzikálních zákonů plyne, že dostředivá síla, která Zemi nutí obíhat kolem Slunce, je právě gravitační síla mezi Sluncem a Zemí. Proto platí:
{\displaystyle F_{d}={\frac {m\cdot r\cdot 4\pi ^{2}}{T^{2}}}=F_{G}={\frac {m\cdot M_{S}\cdot G}{r^{2}}}}
kde {\displaystyle M_{S}} je hmotnost Slunce, {\displaystyle m} je hmotnost Země, {\displaystyle T} je doba oběhu Země kolem Slunce, {\displaystyle r} je střední vzdálenost Slunce-Země a {\displaystyle G} je gravitační konstanta.
Odtud pak plyne:
{\displaystyle M_{S}={\frac {4\pi ^{2}r^{3}}{GT^{2}}}}
Do tohoto vztahu pak pouze dosadíme.
Pro přesnější určení je pak nutno použít namísto „střední vzdálenosti“ délku hlavní poloosy elipsy trajektorie Země či jiného obíhajícího tělesa.